# Reichertshofen (Sengenthal)
Reichertshofen ist ein Gemeindeteil der Gemeinde Sengenthal in der Oberpfalz. Das Pfarrdorf hat 300 Einwohner und liegt südlich von Neumarkt in der Oberpfalz am Fuße des Buchbergs.

## Geschichte
Reichertshofen gehörte zum Reichsgut um Neumarkt. Ansässig war ein Dienstmannengeschlecht der Reichsministerialen von Stein. Die Reichertshofer wurden 1315 das erste Mal urkundlich erwähnt und hatten ihre Güter vom Reich zu Lehen. Nach dem Aussterben der Reichertshofer wurde die Lehengerechtigkeit 1597 den Herren von Wolfstein übertragen.
Nach dem Stand von 1820/21 war Reichertshofen eine Gemeinde im Landgericht Neumarkt. Im Zuge der Gebietsreform wurde sie Reichertshofen am 31. Dezember 1971 aufgelöst und der Gemeinde Sengenthal angegliedert.
Der Schrägbalken mit den drei Sternen im Wappen der Gemeinde Sengenthal wurde aus dem Wappen der Reichertshofer übernommen.
Reichertshofen ist Sitz der Pfarrei Reichertshofen.

## Gewerbe
In Reichertshofen gibt es mehrere familiengeführte Betriebe. Im Jahr 2001 wurde ein Gewerbegebiet südöstlich des alten Dorfes ausgewiesen. Reichertshofen ist noch von der Landwirtschaft geprägt. Im Dorf existieren einige landwirtschaftliche Betriebe mit mehr als 30 ha Betriebsfläche.

## Sehenswürdigkeiten
- St. Nikolaus in Reichertshofen (Sengenthal) im Rokoko-Stil
- vorgeschichtliche Befestigungsanlage auf dem Buchberg
- Felsformationen (Teufelskeller und Predigtstuhl) auf dem Buchberg
- Wanderwege auf dem Buchberg

## Gesellschaftliches Leben
Im Ort bestehen mehrerer Vereine und kirchliche Einrichtungen:
- Pfarr- und Gemeindebücherei Reichertshofen
- 1. Oberpfälzer Fingerhaklerverein Reichertshofen
- Soldaten- und Kriegerkameradschaft Reichertshofen
- SpVgg Forst Buchberg Reichertshofen
- Schützenverein Jägerwiesl
- Freiwillige Feuerwehr Reichertshofen
- Kolpingsfamilie Reichertshofen
- Jagdgenossenschaft Reichertshofen